# Ia de Perse
Pour les articles homonymes, voir Ia et Violette (homonymie).
Ia de Perse, ou Violette de Perse est une martyre morte en Perse en 362, victime des persécutions organisées par Shapur II. Elle est fêtée le 4 août.

## Hagiographie
Ia de Perse (ou Ias), est une esclave grecque vivant en Perse sous le règne du roi Shapur II. Elle est capturée lors de la grande rafle où 9 000 chrétiens sont arrêtés et mis à mort. Ayant réussi à convertir plusieurs femmes perses, Ia va « subir un traitement spécial » : elle reste emprisonnée durant un an, souffrant de la faim. Puis on la fait sortir pour la soumettre à la bastonnade espérant qu'elle renie sa foi. Refusant toujours d'apostasier, elle est jetée à nouveau en prison durant quinze mois. À sa sortie, elle est à nouveau battue et finalement elle est exécutée, la tête tranchée,.
Sa fête liturgique est célébrée le 4 août.